# Ривер Блаф (Кентаки)
Ривер Блаф (енгл. River Bluff) град је у америчкој савезној држави Кентаки.

## Демографија
По попису из 2010. године број становника је 403, што је 1 (0,2%) становника више него 2000. године.
| Група             | 2000.       | 2010.       |
| Белци             | 386 (96,0%) | 379 (94,0%) |
| Афроамериканци    | 3 (0,7%)    | 8 (2,0%)    |
| Азијати           | 4 (1,0%)    | 4 (1,0%)    |
| Хиспаноамериканци | 5 (1,2%)    | 10 (2,5%)   |
| Укупно            | 402         | 403         |